# Castillo de Kaunas

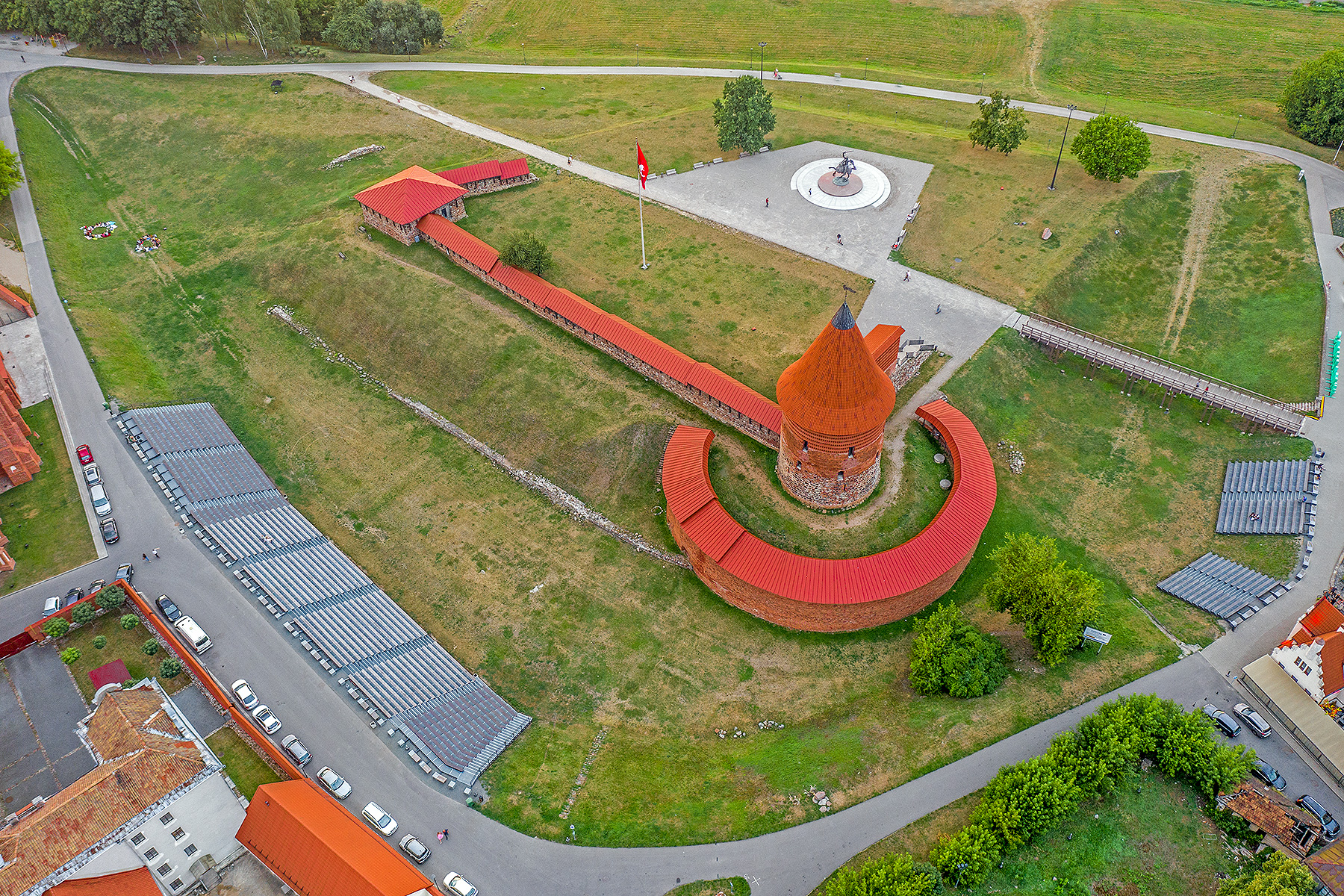

Castillo de Kaunas (en lituano: Kauno pilis) se encuentra en Kaunas, una ciudad del país europeo de Lituania. La evidencia arqueológica sugiere que fue construido originalmente en la mitad del siglo catorce, en el estilo gótico. Su ubicación es estratégica pues esta en una elevación a las orillas del río Nemunas cerca de su confluencia con el río Neris. A principios del siglo XXI, alrededor de un tercio del castillo estaba todavía de pie.
Hoy en día la torre redonda del castillo de Kaunas alberga una galería de arte. El castillo está abierto al turismo, y alberga festivales ocasionales. Las principales obras de reconstrucción se iniciaron en 2010.